# Městec Králové

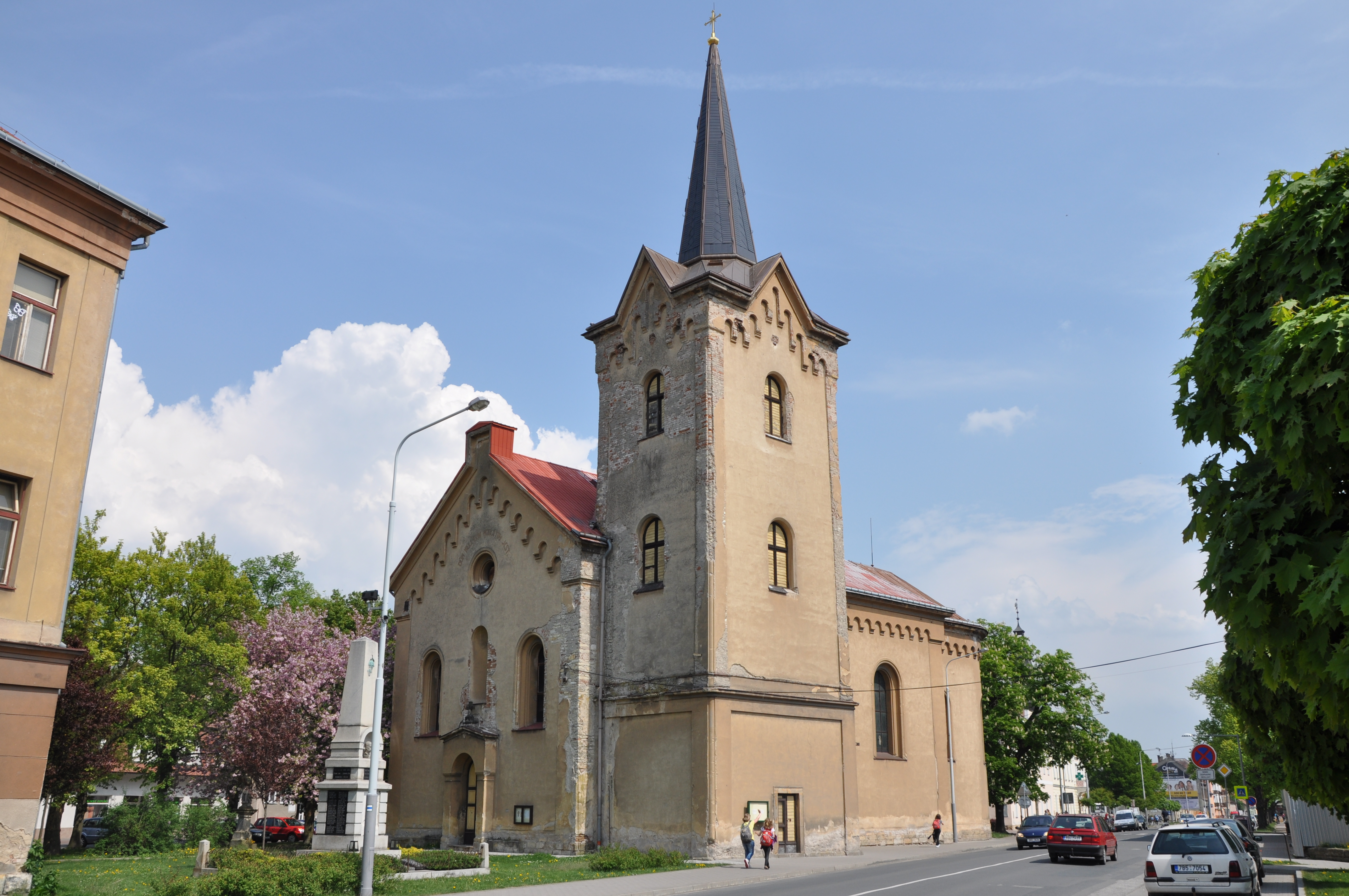
Kirche St. Margarethe

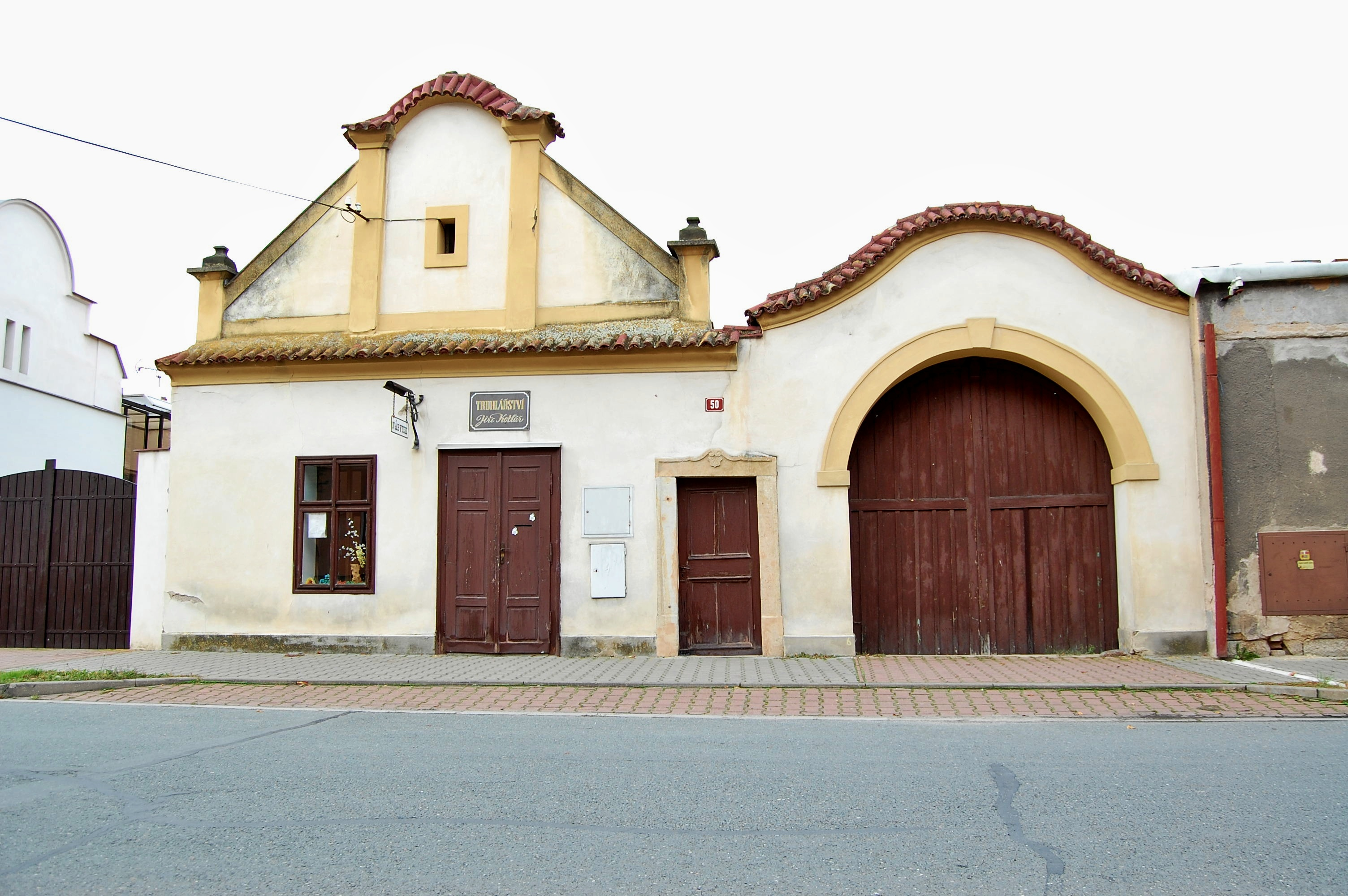
Bauernhaus

Městec Králové (tschechische Aussprache: [ˈmɲɛstɛts ˈkraːlovɛː], deutsch Königstädtel, auch Königstadtl) ist eine Stadt in der Region Středočeský kraj (Tschechien).
Die Stadt befindet sich in einer Ebene, umgeben von Wäldern mit naturgeschützten, mehr als einhundert Jahre alten Bäumen. Die Gegend ist größtenteils landwirtschaftlich geprägt.

## Geschichte
Der Überlieferung nach war Městec Králové der Geburtsort des Fürsten Přemysl Otakar II. Unter der Herrschaft des Přemysliden Břetislav II. befand sich in der Gegend bereits ein fürstliches Sommerschloss, umgeben von tiefen Wäldern, in denen sich genügend Jagdwild befand. Unter den Přemysliden hieß der Ort Königsfeld. Die befestigte Stadt wurde im 13. Jahrhundert am Handelsweg von Hradec Králové nach Prag erbaut. Durch Karl IV. wurden Königsstädtel die Stadtrechte verliehen und er übergab es als Lehen an seine Frau Anna von Schweidnitz. Sein Sohn Wenzel IV. wird in den Chroniken der Stadt als deren Patron genannt.
1373 übergab Anna ihr Recht an Peter von Wartenberg und auf Kost, danach kam es zum regen Wechsel der Stadteigentümer. Während der Hussitenkriege wurde die Stadt niedergebrannt und verarmte völlig. Im 16. Jahrhundert gehörte Königsstädtel Jan Trčka von Lípa auf Lipnice.
1544 kam es zum Aufstand der Einwohner gegen ihre Herren. Dieser wurde niedergeschlagen und die Einwohner durch König Vladislav II. schwer bestraft. Unter der Herrschaft Rudolfs II. wurde Königsstädtel für 3.000 Taler dem königlichen Unterkämmerer Burian Trčka von Lípa verkauft. 1610 kam es zu einem großen Brand, dessen Folgen durch die Mithilfe umliegender Dörfer erträglich blieben.
Während des Dreißigjährigen Krieges wurde die Stadt erneut zerstört, 1680 folgte ein neuer Brand, der die Stadt weithin zerstörte, genauso wie das Feuer am 5. September 1746, als die Stadt zur Hälfte abbrannte.
1775 nahmen die Einwohner am Bauernaufstand teil, der wieder einmal niedergeschlagen wurde und ein Jahr später litt die Stadt erneut unter einer Feuersbrunst.

## Sehenswürdigkeiten
- Volksarchitektur im Ortsteil Vinice
- Jagdschloss in Kněžičky und Vlkov nad Lesy
- Kirche der Hl. Margarethe (1793)
- Fassade des Hauses Nr. 25 (Stadthaus, davon nur: Fassade)
- Statue des Heiligen Florian
- Bauernhaus Nr. 50 (Stadthaus, davon nur: Wohnhaus, Tor)
- Statue des heiligen Wenzels
- Denkmal für das ausgebrannte Beinhaus
- Statue des heiligen Johannes von Nepomuk
- Denkmal für František Palacký
- Satz von Statuen auf dem Dachboden des Hauses Nr. 117 (Stadthaus, von denen nur: Satz von Statuen auf dem Dachboden)

## Stadtgliederung
Die Stadt Městec Králové besteht aus den Ortsteilen Městec Králové (Königstädtel), Nový (Neuenfeld) und Vinice (Winitz).

## Söhne und Töchter der Stadt
- Ivan Hašek, ehemaliger Fußballspieler und Fußballtrainer
- František Xaver Pokorný, Violinist und Komponist
- Ottokar II. Přemysl, König von Böhmen (Überlieferung)
- Otakar Zich, angesehener tschechischer Komponist und Kosmetiker
- Bořek Dočkal, tschechischer Fußballspieler
- Karel Schulz, tschechischer Schriftsteller, Theaterkritiker, Dichter und Kurzgeschichtenschreiber

## Legende
Legenden zufolge gebar Königin Kunigunde von Staufen, die Frau des Königs Wenzel I. von Böhmen, auf dem Rückweg von Červený Hradec (heute Hradec Králové) nach Prag ihren Sohn Přemysl Otakar unerwarteterweise in der Stadt Městec Králové. Der mächtigste König der Přemyslid-Dynastie belohnte seinen Geburtsort mit einem Löwen im städtischen Wappen und mit einigen Privilegien, die eigentlich königlichen Städten vorbehalten waren. Seit dieser Zeit nahm die Bedeutung der Stadt jedoch ab.